# Torre Sant'Elia
La torre San'Elia o torre del Lanciatore o torre del Lanzatore è una torre costiera siciliana che faceva parte del sistema di torri costiere della Sicilia, sita nel territorio di Santa Flavia nella provincia di Palermo, all'estremo nord della frazione Sant'Elia. Era in corrispondenza visiva con la torre Zafferano, sul capo omonimo, e con il castello di Solanto, nell'omonima frazione di Santa Flavia.
La torre venne edificata tra il 1553 ed il 1554 su volere del Senato Civico, per la difesa della costa e della tonnara.